# 伊勢崎市立豊受小学校
伊勢崎市立豊受小学校（いせさきしりつ とようけしょうがっこう）は、群馬県伊勢崎市馬見塚町にある公立小学校。

## 通学区域
除ケ町の一部、大正寺町の一部、富塚町の一部、下道寺町の一部、馬見塚町、長沼町、上蓮町、下蓮町、国領町、飯島町、羽黒町の一部